# Berwick (Pensilvânia)
Berwick é um distrito localizado no estado norte-americano de Pensilvânia, no Condado de Columbia.

## Demografia
Segundo o censo norte-americano de 2000, a sua população era de 10.774 habitantes. 
Em 2006, foi estimada uma população de 10.306, um decréscimo de 468 (-4.3%).

## Geografia
De acordo com o United States Census Bureau tem uma área de 
8,4 km², dos quais 8,0 km² cobertos por terra e 0,4 km² cobertos por água. Berwick localiza-se a aproximadamente 363 m acima do nível do mar.

## Localidades na vizinhança
O diagrama seguinte representa as localidades num raio de 8 km ao redor de Berwick. 